# 王禹謙
王禹謙（16世紀—17世紀），《越畫見聞》作王雨謙，本名王佐，字延密，浙江紹興府山陰縣人，明朝政治人物。

## 生平
王禹謙是崇禎六年（1633年）癸酉科浙江鄉試舉人，推薦張鵬翼出仕，曾任中書舍人，陞吏部職方司主事，遷戶部江西司員外郎，後辭官歸。王三俊推薦他擔任監司，不應。
王禹謙任俠好義，擅古文，精繪畫。又身負奇力，年八十時仍能揮動一百二十斤的大刀。卒年九十歲。

## 引用
1. 1 2  錢海岳《南明史·卷四十三·列傳第十九》：王禹謙，本名佐，字延密，紹興山陰人。崇禎六年舉於鄉。上策張鵬翼。自中書舍人、職方主事，遷戶部江西司員外郎歸。
2. ↑  錢海岳《南明史·卷四十三·列傳第十九》：王三俊薦監司，不應。任俠，工古文繪事，兼負奇力，年八十，猶舞百二十斤大刀。卒年九十。